# Oranje boven (lied)
Oranje boven is een Nederlands volksliedje. Het lied benadrukt de band van Nederland met het Nederlandse koningshuis (de Oranjes). Het liedje heeft dezelfde melodie als het kinderliedje We zijn er bijna (contrafact).

## Oorsprong
"Oranje boven" verwijst naar de Nederlandse driekleur oranje-wit-blauw, die is ontstaan omstreeks 1630, tijdens de Tachtigjarige Oorlog met Spanje. Voor 1630 hadden de Nederlandse rebellen, de watergeuzen, een vlag met horizontale oranje-wit-blauwe banen (de Prinsenvlag). De strijdkreet "Oranje boven" van de watergeuzen verwijst zowel naar de vlag als naar hun leider, prins Willem van Oranje. Behalve oranje kreeg de vlag de koninklijke kleur blauw van het geslacht Nassau. De Nederlandse driekleur werd een symbool van vrijheid en bleef dat ook toen de kleur oranje van de vlag later in rood veranderde. Vandaar dat de Nederlandse bevolking op feestdagen de oranje wimpel boven de nationale vlag mag voeren.

## Gebruik
Het lied Oranje boven vindt waarschijnlijk zijn oorsprong eind negentiende eeuw, toen Emma regentes van Nederland werd (1890-1898). Het lied bleef daarna in gebruik. Vooral in de Tweede Wereldoorlog werd het lied veelvuldig gezongen als teken van verzet. Later werd het lied vaak gezongen op Koninginnedag, Prinsjesdag, bij bezoeken van de koningin in het land, of bij sportwedstrijden.

### Tekst
Oranje boven, oranje boven
Leve de koningin! (2x)

#### Contrafact
Het liedje is een contrafact van het kinderliedje
We zijn er bijna, we zijn er bijna
Maar nog niet helemaal (2x)

## Koning
Na de troonswisseling in 2013 kwam er voor het eerst in ruim 120 jaar weer een koning op de troon in Nederland. De tekst van het liedje was hiervoor niet toepasselijk, waardoor het gebruik van het liedje afnam.
Op de melodie kan wel "leve het koningspaar" worden gezongen, of, met enkele toegevoegde noten, "leve de koning en de koningin".

## Trivia
- Het refrein van het lied "Campione 2000" van de Zweedse muzikant E-Type, het officiële lied van het EK 2000 (georganiseerd in Nederland en België) refereert aan de melodie van "Oranje boven".
- Er bestaat ook een komedie getiteld Oranje Boven.

## André van Duin
Oranje boven is een single van André van Duin. Van Duin gaf het uit in eigen beheer; het werd geen commercieel succes. Hij gebruikte bovenstaande tekst als refrein. De zinsnede "Leve de koningin" werd in verband met de abdicatie van Beatrix der Nederlanden vervangen door "Leve de koning en Máxima". Van Duin haalde zijn oude hit Er staat een paard in de gang uit 1981 nog aan als historisch referentiekader. Ook De balletjes van de koningin worden aangehaald.